# Agios Stylianos (Agios Athanasios)
Agios Stylianos (griechisch Άγιος Στυλιανός) ist eine Pfarrei und ein Stadtteil der Stadt und Gemeinde Agios Athanasios im Bezirk Limassol auf Zypern.
Die gleichnamige Kirche Agios Stylianos des Bezirks ist Stylian gewidmet. Sie wurde 1993 errichtet.

## Lage und Umgebung

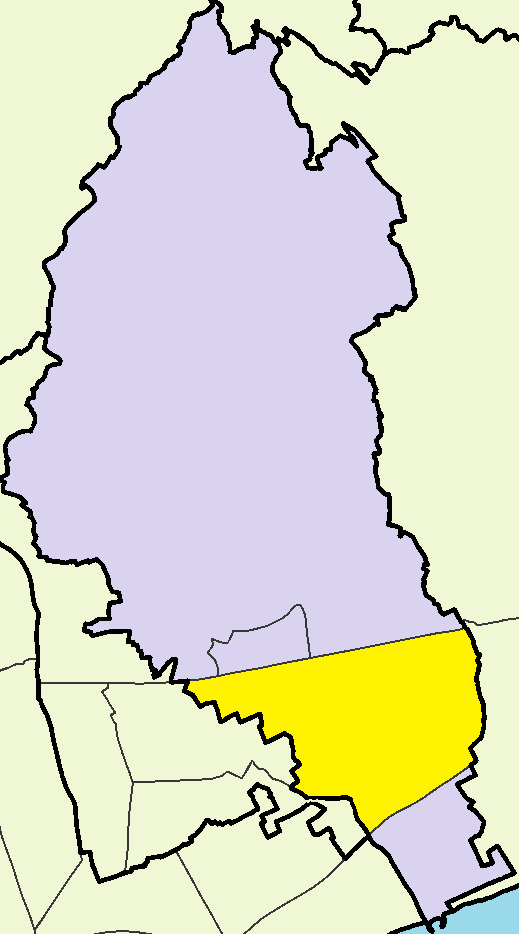
Lage in Agios Athanasios

Agios Stylianos ist der zweitgrößte Stadtteil und liegt im südlichen Teil der Gemeinde. Im Norden grenzt er an die Stadtteile Agios Athanasios und Apostolos Loukas, im Osten an den Stadtteil Agios Georgios Frangoudi und im Westen an die Stadt Mesa Gitonia mit den Stadtteilen Timios Prodromos und Chalkoutsa.

## Bevölkerung
Bei der letzten Bevölkerungszählung im Jahr 2011 wurden 3265 Einwohner in Agios Stylianos gezählt und in Agios Athanasios insgesamt 14.347. 2001 hatte der Stadtteil 2104 Einwohner.